# Małgorzata Frontczak-Baniewicz
Małgorzata Mirosława Frontczak-Baniewicz (ur. 4 lutego 1960) – polska badaczka, zajmująca się neurobiologią i patomorfologią.
Rozprawę doktorską pt. Reakcja naczyń kapilarnych na doświadczalne ogniskowe uszkodzenie mózgu szczura, obroniła w 1999 w Instytucie Centrum Medycyny Doświadczalnej i Klinicznej PAN. Habilitację (nauki medyczne, biologia medyczna, specjalność biologia komórki i neurobiologia) otrzymała w 2011 na Uniwersytecie Medycznym im. Karola Marcinkowskiego w Poznaniu na podstawie pracy Złącze nerwowo-naczyniowe w uszkodzeniu i przebudowie kory mózgowej szczura po urazie chirurgicznym. W 2024 otrzymała tytuł profesora nauk medycznych i nauk o zdrowiu.
Od 1987 do 1992 pracowała w Instytucie Biologii Doświadczalnej im. Marcelego Nenckiego Polskiej Akademii Nauk. Od 1992 zatrudniona w Instytucie Medycyny Doświadczalnej i Klinicznej im. M. Mossakowskiego PAN, jako pełniąca obowiązki kierownika Zakładu Ultrastruktury Komórki. Publikowała między innymi na temat choroby Alzheimera, uszkodzeń mózgu. Zajmowała się też nanorurkami. Pracuje w Wyższej Szkole Inżynierii i Zdrowia w Warszawie.
Należy do Stowarzyszenia Neuropatologów Polskich.